# Zlatna arena za najbolju glavnu mušku ulogu
Zlatna arena za najbolju glavnu mušku ulogu nagrada je koja se dodjeljuje najboljim glavnim glumcima na Festivalu igranog filma u Puli. Zlatne arene ustanovljene su 1955. godine kao jugoslavenske nacionalne filmske nagrade koje su se svake godine dodjeljivale na Festivalu igranog filma u Puli, a dodjeljivale su se u konkurenciji šest republičkih (i dviju pokrajinskih) kinematografija bivše Jugoslavije. Od onda se dodjeljuju svake godine (uz iznimku 1994. godine kada je dodjela bila otkazana).
Budući da svaki Festival igranog filma u Puli uključuje prikazivanje svih lokalno produciranih filmova napravljenih u proteklih 12 mjeseci (što je moguće zbog relativno malog broja filmova lokalne filmske industrije), svatko uključen u njihovo stvaranje smatra se automatski kvalificiranim za Zlatnu arenu. Stoga ne postoje popisi nominiranih nalik onima za Akademijinu nagradu koji se objavljuju prije aktualne ceremonije dodjele nagrada, no na nekim izdanjima festivala dodijeljene su nagrade za druga mjesta nazvane Srebrna arena.
Nagrade dodjeljuje ocjenjivački sud od pet ili šest članova koji se obično sastoji od istaknutih filmaša i filmskih kritičara. Na nekim festivalskim izdanjima dodijeljene su također nagrade za najbolju mušku ulogu po mišljenju publike, no one se ne smatraju Zlatnim arenama. U 1950-ima i 1960-ima su nagrade u glumačkoj kategoriji dodjeljivane za čitav glumački opus u protekloj godini, pa je tako više plodnih dobitnika službeno uvršteno na popis dobitnika Zlatne arene za nekoliko filmova za određenu godinu.

## Popis dobitnika
Sljedeći popis navodi dobitnike Zlatne arene za najbolju glavnu mušku ulogu na Festivalu igranog filma u Puli.

### Za vrijeme socijalističke Jugoslavije (1955. – 1990.)
| Godina | Dobitnik                  | Originalni naslov                                  |
| ------ | ------------------------- | -------------------------------------------------- |
| 1955.  | Stane Sever               | Trenutki odločitve                                 |
| 1956.  | Bert Sotlar (podijeljena) | Ne okreći se, sine                                 |
| 1956.  | Ljuba Tadić (podijeljena) | Veliki i mali                                      |
| 1957.  | Mladen Šerment            | Svoga tela gospodar                                |
| 1958.  | Pavle Vuisić              | Tri koraka u prazno                                |
| 1959.  | Petre Prličko             | Mis Ston                                           |
| 1960.  | Antun Vrdoljak            | Rat                                                |
| 1961.  | Miha Baloh                | Veselica                                           |
| 1962.  | Mija Aleksić              | Dr                                                 |
| 1963.  | Slobodan Perović          | Muškarci                                           |
| 1964.  | Ljuba Tadić               | Marš na Drinu                                      |
| 1965.  | Bata Živojinović          | Tri Sovražnik                                      |
| 1966.  | Antun Nalis (podijeljena) | Pogled u zjenicu sunca                             |
| 1966.  | Relja Bašić (podijeljena) | Rondo                                              |
| 1967.  | Bata Živojinović          | Skupljači perja Breza Praznik                      |
| 1968.  | Ljuba Tadić               | Pre istine Vuk sa Prokletija                       |
| 1969.  | Boris Dvornik             | Kad čuješ zvona Most                               |
| 1970.  | Stevo Žigon               | Oxygen                                             |
| 1971.  | Darko Damevski            | Crno seme                                          |
| 1972.  | Bata Živojinović          | Maestro i Margarita Tragovi crne devojke           |
| 1973.  | Ljubiša Samardžić         | Bombaši Predstava Hamleta u Mrduši Donjoj Sutjeska |
| 1974.  | Dragomir Bojanić          | Svadba                                             |
| 1975.  | Ljuba Tadić               | Strah Doktor Mladen                                |
| 1976.  | Radko Polič               | Idealist                                           |
| 1977.  | Pavle Vuisić              | Hajka Beštije Povratak otpisanih                   |
| 1978.  | Rade Šerbedžija           | Bravo maestro                                      |
| 1979.  | Boris Dvornik             | Povratak                                           |
| 1980.  | Ljubiša Samardžić         | Rad na određeno vreme                              |
| 1981.  | Dragan Nikolić            | Banović Strahinja                                  |
| 1982.  | Ljubiša Samardžić         | Savamala                                           |
| 1983.  | Miki Manojlović           | Nešto između                                       |
| 1984.  | Danilo Stojković          | Balkanski špijun                                   |
| 1985.  | Miki Manojlović           | Otac na službenom putu                             |
| 1986.  | Rade Šerbedžija           | Večernja zvona                                     |
| 1987.  | Žarko Laušević            | Oficir s ružom                                     |
| 1988.  | Mustafa Nadarević         | Glembajevi                                         |
| 1989.  | Janez Hočevar             | Kavana Astoria                                     |
| 1990.  | Branislav Lečić           | Gluvi barut                                        |

### Za samostalne Hrvatske (1992. – danas)
| Godina | Dobitnik                                     | Originalni naslov                            |                                              |
| ------ | -------------------------------------------- | -------------------------------------------- | -------------------------------------------- |
| 1991.  | Festival je bio otkazan.                     | Festival je bio otkazan.                     | Festival je bio otkazan.                     |
| 1992.  | Sven Lasta                                   | Školjka šumi                                 |                                              |
| 1993.  | Ilija Ivezić                                 | Zlatne godine                                |                                              |
| 1994.  | Ceremonija dodjele nagrada bila je otkazana. | Ceremonija dodjele nagrada bila je otkazana. | Ceremonija dodjele nagrada bila je otkazana. |
| 1995.  | Filip Šovagović                              | Isprani                                      |                                              |
| 1996.  | Rene Medvešek                                | Sedma kronika                                |                                              |
| 1997.  | Sven Medvešek                                | Mondo Bobo                                   |                                              |
| 1998.  | Filip Šovagović                              | Transatlantik                                |                                              |
| 1999.  | Ivo Gregurević                               | Bogorodica                                   |                                              |
| 2000.  | Ilija Ivezić                                 | Maršal                                       |                                              |
| 2001.  | Filip Šovagović                              | Polagana predaja                             |                                              |
| 2002.  | Ivo Gregurević                               | Ne dao Bog većeg zla                         |                                              |
| 2003.  | Zlatko Crnković                              | Tu                                           |                                              |
| 2004.  | Goran Višnjić                                | Duga mračna noć                              |                                              |
| 2005.  | Ivo Gregurević                               | Što je Iva snimila 21. listopada 2003.       |                                              |
| 2006.  | Krešimir Mikić                               | Put lubenica                                 |                                              |
| 2007.  | Emir Hadžihafizbegović                       | Armin                                        |                                              |
| 2008.  | Alen Liverić                                 | Ničiji sin                                   |                                              |
| 2009.  | Rene Bitorajac                               | Metastaze                                    |                                              |
| 2010.  | Rade Šerbedžija                              | Sedamdeset i dva dana                        |                                              |
| 2011.  | Draško Zidar                                 | Kotlovina                                    |                                              |
| 2012.  | Rene Bitorajac                               | Ljudožder vegetarijanac                      |                                              |
| 2013.  | Bogdan Diklić                                | Obrana i zaštita                             |                                              |
| 2014.  | Ivo Gregurević                               | Kosac                                        |                                              |
| 2015.  | Emir Hadžihafizbegović                       | Takva su pravila                             |                                              |
| 2016.  | Lazar Ristovski                              | S one strane                                 |                                              |
| 2017.  | Nebojša Glogovac                             | Ustav Republike Hrvatske                     |                                              |
| 2018.  | Janko Popović Volarić                        | Comic sans                                   |                                              |
| 2019.  | Krešimir Mikić                               | Posljednji Srbin u Hrvatskoj                 |                                              |
| 2020.  | Rade Šerbedžija                              | Ribanje i ribarsko prigovaranje              |                                              |
| 2021.  | Rene Bitorajac                               | A bili smo vam dobri                         |                                              |
| 2022.  | Stojan Matavulj                              | Zbornica                                     |                                              |
| 2023.  | Goran Marković                               | Sigurno mjesto                               |                                              |
| 2024.  | Bernard Tomić                                | Proslava                                     |                                              |
| 2025.  | Filip Šovagović                              | Dobra djeca                                  |                                              |

### Najnagrađivaniji glumci u ovoj kategoriji (1954. – danas)
| Br. nagrada | Dobitnik               | Godine                     |
| ----------- | ---------------------- | -------------------------- |
| 4           | Ljuba Tadić            | 1956., 1964., 1968., 1975. |
| 4           | Ivo Gregurević         | 1999., 2002., 2005., 2014. |
| 4           | Rade Šerbedžija        | 1978., 1986., 2010., 2020. |
| 4           | Filip Šovagović        | 1995., 1998., 2001., 2025. |
| 3           | Bata Živojinović       | 1965., 1967., 1972.        |
| 3           | Ljubiša Samardžić      | 1973., 1980., 1982.        |
| 3           | Rene Bitorajac         | 2009., 2012., 2021.        |
| 2           | Pavle Vuisić           | 1958., 1977.               |
| 2           | Boris Dvornik          | 1969., 1979.               |
| 2           | Miki Manojlović        | 1983., 1985.               |
| 2           | Ilija Ivezić           | 1993., 2000.               |
| 2           | Emir Hadžihafizbegović | 2007., 2015.               |
| 2           | Krešimir Mikić         | 2006., 2019.               |

### Najnagrađivaniji glumci u sve tri glumačke kategorije (1954. – danas)*
| Br. nagrada | Dobitnik               | Godine                                   |
| ----------- | ---------------------- | ---------------------------------------- |
| 6           | Ljubiša Samardžić      | 1973., 1975., 1977., 1980., 1982., 1988. |
| 5           | Ivo Gregurević         | 1998., 1999., 2002., 2005., 2014.        |
| 4           | Ljuba Tadić            | 1956., 1964., 1968., 1975.               |
| 4           | Rade Šerbedžija        | 1978., 1986., 2010., 2020.               |
| 4           | Filip Šovagović        | 1995., 1998., 2001., 2015.               |
| 4           | Leon Lučev             | 2008., 2013.*, 2020., 2024.              |
| 3           | Bata Živojinović       | 1965., 1967., 1972.                      |
| 3           | Rene Bitorajac         | 2009., 2012., 2021.                      |
| 3           | Boris Dvornik          | 1969., 1971., 1979.                      |
| 3           | Emir Hadžihafizbegović | 2006., 2007., 2015.                      |
| 3           | Krešimir Mikić         | 2006., 2019., 2023.                      |
| 3           | Borko Perić            | 2007., 2018., 2019.                      |
| 2           | Pavle Vuisić           | 1958., 1977.                             |
| 2           | Miki Manojlović        | 1983., 1985.                             |
| 2           | Ilija Ivezić           | 1993., 2000.                             |
| 2           | Antun Vrdoljak         | 1958., 1960.                             |
| 2           | Danilo Stojković       | 1969., 1984.                             |
| 2           | Mustafa Nadarević      | 1988., 1995.                             |
| 2           | Bogdan Diklić          | 2010., 2013.                             |
| 2           | Rade Marković          | 1956., 1963.                             |
| 2           | Bekim Fehmiu           | 1966., 1967.                             |
| 2           | Abdurrahman Shala      | 1974., 1979.                             |
| 2           | Fabijan Šovagović      | 1983., 1989.                             |
| 2           | Ivica Vidović          | 1973., 2002.                             |
| 2           | Boris Buzančić         | 1974., 2011.                             |
| 2           | Nikša Butijer          | 2009., 2013.                             |
| 2           | Dejan Aćimović         | 2000., 2017.                             |

- Godine u masnom označavaju nagrade u kategoriji najbolje glavne muške uloge.
- Godine u kurzivu označavaju nagrade u kategoriji glumačkog ostvaranje u manjinskoj koprodukciji.

## Vanjske poveznice
- Web arhiv 1954–2010 na službenim stranicama Festivala igranog filma u Puli (hrv.)